# 마르쿠스 다니엘손
마르쿠스 안드레아스 다니엘손(스웨덴어: Marcus Andreas Danielson, 1989년 4월 8일 ~ )은 스웨덴의 축구 선수로, 현 알스벤스칸 유르고르덴 IF에서 뛰고 있다.